# Francesco Saverio Pavone
Francesco Saverio Pavone (Taranto, 25 marzo 1944 – Mestre, 16 marzo 2020) è stato un magistrato italiano.

## Biografia
Nato a Taranto il 25 marzo 1944, lavorò per alcuni anni come cancelliere in Tribunale, dove aveva vinto un concorso alla fine degli anni ’70. Nel 1980 prese servizio nel palazzo di giustizia di Venezia prima nel ruolo giudicante in Tribunale poi come giudice istruttore. Nella città lagunare si occupò delle inchieste  sulla criminalità organizzata e sui sequestri di persona. Nel 1988 il pool di Pavone ricostruì l'organigramma completo della Mala del Brenta che stava seminando il terrore in Veneto, indagini che porteranno nel 1994 al processo che smantellò la Mala del Brenta, con Felice Maniero condannato a 33 anni per associazione di stampo mafioso. Francesco Saverio Pavone visse sotto scorta dal 1989 al 2006, per le minacce dalla mafia siciliana e dei sodali dalla Mala del Brenta. Nel 2016 andò in pensione dopo essere stato alla guida della procura della Repubblica di Belluno.
È morto il 16 marzo 2020 a 75 anni per gravi problemi polmonari nel reparto di terapia intensiva dell’ospedale dell’Angelo di Mestre: era risultato positivo al SARS-CoV-2.